# Las Parras de Castellote
Las Parras de Castellote (aragónul Las Parras de Castellot) település Spanyolországban, Teruel tartományban. Las Parras de Castellote Aguaviva, Zorita del Maestrazgo és Castellote községekkel határos. Lakosainak száma 57 fő (2024).

## Népesség
A település népessége az utóbbi években az alábbiak szerint változott:
| Lakosok száma | 75   | 86   | 76   | 73   | 69   | 58   | 61   | 55   | 60   | 57   |
|               | 2001 | 2004 | 2007 | 2009 | 2012 | 2014 | 2017 | 2019 | 2022 | 2024 |